# Vincent Adriaenssen
Pour les articles homonymes, voir Adriaenssen.
Vincent Adriaenssen, né à Courtrai 1595 et mort à Rome le 1er août 1675, est un peintre baroque flamand.
Il est le fils aîné d'Emanuel Adriaenssen, luthiste, professeur de musique et compositeur.